# Gnosticizam
Gnoza (grč. γνῶσις, gnôsis 'učenje, spoznaja') učenje je koje je težilo sintetizirati kršćanstvo sa židovskim učenjem i poganskom (pretkršćanskom) filozofijom. Gnosticizam je učenje gnostika.
Riječ je o vjerskom pokretu tijekom prva tri stoljeća kršćanstva s vrlo osebujnim idejama o ljudskoj naravi, božanskome i kozmosu. Gnostičko je kršćanstvo postalo izrazito popularno u 2. stoljeću, te je postalo ozbiljna prijetnja kršćanskom pravovjerju koje se razvijalo. Crkva je gnosticizam na koncu (u 4. stoljeću) osudila kao heretičko. Bio je to izrazito individualan sustav vjerovanja, a obuhvaćao je izvanrednu raznolikost ideja i promišljanja koja se ne mogu lako uskladiti u jedinstven sustav. Tako je već Irenej, biskup u Lyonu (oko 180. godine), pružio podroban izvještaj o određenom broju gnostičkih skupina te za samo jednu od njih rekao: "Jedva da možeš naći dvojicu ili trojicu koji se u nečemu slažu." Unatoč tomu, moguće je barem donekle rekonstruirati opću sliku o temeljnome gnostičkom sustavu vjerovanja. Zahvaljujući otkriću gnostičke knjižnice u Nag Hammadiju, gnosticizam sada poznajemo mnogo bolje i pozitivnije nego što je to bilo u prošlosti, kada se gnosticizam shvaćalo poput čudne hereze. Bio je to samostalan sustav vjerovanja koji je pružao rješenje za nesretno čovjekovo stanje i obećanje dostojanstva i slobode od patnji egzistencije. Gnostički spisi često izražavaju radost i nadu koje su gnostici iskusili kada su osjetili da su se "probudili", kao iz lošeg sna, iz iluzija materijalnoga svijeta.

## Povijest
Gnosticizam je dio povijesti platonističke tradicije. 
Drugi izvori nalaze u mješavini grčkih oblika mišljenja i orijentalnih sadržaja. Povjesničari religija početke gnosticizma rado smještaju na Istok, navlastito u ambijent izvornog perzijskog dualizma dvaju suprotnih počela (božanstva), pomiješanog s grčkim shvaćanjem nadmoći duha i duhovnog nad tvari i tvarnim.
Neki povezuju gnosticizam sa židovskim i judeo-kršćanskim ambijentom.
Korištenje grčkom filozofskom terminologijom te istočnjačkom simbologijom služi lakšem i prihvaćenijem propagiranju gnostičkih ideja. 
Osnovni nedostatak i prigovor teoriji o židovskom i judeo-kršćanskom podrijetlu gnosticizma jest kritika i neprihvaćanje Starog zavjeta i Jahve kao pravog Boga.
Postoji i mišljenje prema kojem izvor gnosticizma treba tražiti u psihološkom i religioznom raspoloženju prvog i drugog stoljeća, koje karakterizira egzistencijalna tjeskoba.
Rješenje te tjeskobe gnostici nalaze u povezanosti s duhovnim elementom, uz istovremenu osudu i odbacivanje materijalnog svijeta.
Sigurno se može tvrditi da su gnostički sustavi sinkretistički. Oni nisu isključiv proizvod ni jednog od navedenih izvora, već su sinkretistički plod židovstva, helenizma, istočnih tradicija i kršćanstva, koje upravo u tom razdoblju (I. i II. st.) pokušava naći najbolji odnos prema religiji i kulturi, a prije svega s helenizmom.
Ipak, on je donio i nešto novo, a njegovo nastupanje bijaše tako snažno da je tada doveo u ozbiljnu opasnost i samo kršćanstvo.

## Općenito značenje
Gnosticizam - označava niz različitih sinkretičkih religijskih pokreta, koji se sastoje od različitih uvjerenja generalno ujedinjenih učenjem da su ljudi božanska bića zarobljena u materijalnom svijetu stvorenom od nekog nesavršenog bića, tzv. demijurga. Gnosticizam se kao religijski pokret razvio u ranom kršćanstvu. Gnosticizam naglašava oslobođenje od ovog svijeta usvajanjem ezoteričkih saznanja pri čemu unutrašnja samospoznaja dovodi do spoznaje Boga. Gnosticizam, u kasnijoj fazi razvoja, kao dio filozofske tradicije, predstavlja jedan od prvih prvi pokušaja da se naučavanje kršćastva protumači pomoću spekulativne filozofije.

## Gnostički nauk
Pri gnostičkom nauku prepoznaje se naslijeđena slika naglašeno transcendentalnog, uzvišenog, svemogućeg i savršenog Boga židovskog monoteizma, ali i negativističkog shvaćanja materije, kao oličenja i izvora zla, koja zarobljujuće djeluje na čovjeka. Naglašena dihotomija između Boga i svijeta postavlja niz problema vezanih uz porijeklo materije i zla u svijetu i čovjeku. 
Osnovna zadaća je traženje načina kako osloboditi čovjeka spona zla i svijeta te mu osigurati sudjelovanje u božanskoj stvarnosti. Problem spasenja postaje središnje zanimanje gnostičkih sustava.
Dualizam je zajednička oznaka gnosticizma, a očituje se u suprotstavljanju Boga i božanskog sa svijetom i svjetskim. Budući da gnosticizam ima uglavnom monoteističko podrijetlo, on obično ne zastupa radikalni dualizam orijentalnih sustava.
Ono što gnosticizam suprotstavlja grčkoj tradiciji, po mišljenju Plotina, jest obezvrjeđivanje "kozmičkog boga", odnosno odbacivanje kršćanske vizije jedinstvenog Boga stvoritelja.
Gnostici shvaćaju Boga, koga imenuju neobičnim imenima (Šutnja, Ponor i sl.), kao apsolutno transcendentalnog, nespoznatljivog, neopisivog, nedohvatljivog, odvojenog od materijalnog svijeta. 
Govor im je sukladan "negativnoj teologiji" jer smatraju da se o Bogu može daleko više reći što on nije nego što jest. Bog, koji je "Otac svega", postupno se manifestira do "vidljivog" boga u ljudskom obliku. 
Božja se moć širenja očituje u trajnoj emanaciji, koja je "izvan" onoga koji emanira. Proizvod emanacije različito nazivaju, ovisno o pojedinim gnostičkim sustavima, a češći su: "eon", "nebo", "anđeo". Vječni parovi eona (muški i ženski) posrednici su između Boga i materije. Viši rađaju nove, niže eone, a svi zajedno čine pleromu (puninu).
Eon "pronevjeritelj", najčešće zvan Mudrost, emanira seriju nižih eona, od kojih je jedan Demijurg ili Bog Starog zavjeta. Njemu se pripisuje stvaranje materijalnog svijeta i svega što je s njime povezano, uključivo i samog čovjeka. 
Stvaranje čovjeka istovremeno znači i zarobljavanje duga, božanskog ostatka u materijalnom svijetu. 
U čovjeku postoji i duševna snaga, koja ograničuje moć duha vezujući ga uz tijelo, tvoreći trihotomiju: (duše, tijela i vremena).
Gnoza, dakle, omogućava duhospoznaju i svijest o svom božanskom podrijetlu i pokazuje put povratka vlastitom iskonu - Bogu. 
Bogu se vraćaju, odnosno spasavaju, samo oni koji, prezirući tjelesni svijet, poznaju vlastito podrijetlo i svrhu. Samo se "izabrani" i tjelesno povezani s Bogom mogu nadati spasenju.
Valentin dijeli ljude na tri vrste: tjelesne, duševne i duhovne.
Raznim obrednim i magijskim djelovanjem duh se uzdiže u nebo, u carstvo svjetla (pleromu), konačno se odvajajući od materije.
Gnosticizam ne predviđa mogućnost obnavljanja, u bilo kojem obliku. Nema, dakle, uskrsnuća u kršćanskom smislu gdje bi tijelo ravnopravno sudjelovalo. Ipak, većina gnostičkih sustava za "tjelesne tipove" predviđa mogućnost reinkarnacije, a time i novog života u višim stupnjevima (duševnom i duhovnom).
Postizanje spasenja ne ovisi o moralnom ponašanju pojedinca nego o stupnju izbora (materija i neznanje - duhovno i znanje).